# II Congreso Catalán de Cocina
El II Congreso Catalán de Cocina se celebró entre mayo de 1994 y el febrero de 1995 a varias sedes (Barcelona, Olot, Balaguer, Manresa y San Carlos de la Rápita). El Congreso, organizado por el Departamento de Comercio, Consumo y Turismo de la Generalidad de Cataluña -que entonces dirigía el consejero Lluís Alegre y Selga- por medio del Consorcio de Promoción Turística, tuvo como lema “la cocina de un país es su paisaje puesto en la cazuela”, una frase atribuida al escritor Josep Pla, que se convirtió en el verdadero leit motiv de todas las acciones que se desarrollaron, tanto desde el punto de vista académico como social.
Cataluña, a pesar de no tener un territorio muy extenso, es un país diverso que puede poner en la cazuela diversos paisajes diferentes. Así lo entendieron los organizadores, que vertebraron todas las actividades del Congreso alrededor de cuatro paisajes para poder entender adecuadamente toda la cocina catalana en su conjunto: la Montaña, el Secano, la Huerta y la Marina.
El Congreso se dividió en dos fases principales y una tercera dedicada a las conclusiones. El Congreso Académico se desarrolló entre los meses de mayo y septiembre de 1994. Esta primera fase se desarrolló en cuatro ámbitos de trabajo:
1. Ponencias abiertas y de debate sobre los paisajes (montaña, secano, huerta y marina) y sus respectivas cocinas que fueron el eje vertebrador del Congreso.
2. Ponencias de investigación: trabajos individuales o de equipo sobre investigaciones en el entorno de la cocina catalana.
3. Ponencias de opinión y comunicaciones a cargo de profesionales y expertos sobre la realidad de la cocina catalana.
4. Trabajos del Congreso. Uno de los más importantes fue la elaboración del Recull Gastronòmic de Cataluña, que incluye las rutas gastronómicas de los paisajes, la segunda edición de la Compilación de Restaurantes, Fondas y Casas de Comidas de Cataluña y un calendario gastronómico de Cataluña.

La segunda fase, denominada Congreso Social, se desarrolló entre los meses de octubre y diciembre de 1994. Se estructuró en forma de fines de semana temáticos, uno para cada paisaje. El primero tuvo lugar en Olot, donde se abordó la cocina de montaña. El segundo se hizo en Balaguer, con el paisaje de la huerta como protagonista. Manresa acogió el fin de semana temático del paisaje del secano y en San Carlos de la Rápita, finalmente, se debatió sobre la cocina de la marina. En cada uno de estos lugares y en sus zonas de influencia, también se desarrollaron de forma paralela actos de carácter gastronómico de participación colectiva y muestras y jornadas de todo tipo de iniciativa local y comarcal relacionadas con la cocina catalana y sus paisajes.
La última fase, o de conclusiones, se hizo entre los meses de enero y febrero de 1995. Los resultados obtenidos después de ocho meses de trabajo sirvieron para establecer las señales de identidad del que años más tarde sería la marca de calidad Cuina Catalana, y constituyeron el germen de la Fundación Instituto Catalán de la Cocina y de la Cultura Gastronómica.
El II Congreso Catalán de Cocina movilizó miles de personas, entre congresistas, expertos del mundo docente y universitario, estudiosos de la cultura de la comida y el beber, transformadores de los productos (elaboradores y cocineros) y profesionales de la hostelería y la restauración. El Congreso también tuvo una gran importancia y trascendencia entre los productores de materias primeras (agricultores, ganaderos, pescadores), los distribuidores, los consumidores, y los medios de comunicación. La Administración local y autonómica también jugó un papel clave en el Congreso, pues gracias a su apoyo logístico y económico ayudó a dignificar y promocionar la cocina catalana a escala nacional e internacional como nunca se había hecho.
El Congreso, dirigido por el gastrònomo Josep Vilella, contó con la participación de diversas personalidades vinculadas al mundo de la cocina, la gastronomía, la universidad y el periodismo como Santi Santamaria, Jesús Contreras, Antoni Riera Melis, Llorenç Torrado, Carles Gaig, Carme Ruscalleda, Fermí Puig, Josep Lladonosa, Pepa Aymamí, Manuel Vázquez Montalbán, Rudolf Greve, Carme Canut, Ignasi Riera, Carme Casas y Lluís Bettonica, entre muchos otros.